# Hans-Peter Steinacher
Hans-Peter Steinacher (ur. 9 września 1968 w Zell am See) – austriacki żeglarz sportowy, dwukrotny medalista olimpijski.
Startował w klasie Tornado. Brał udział w trzech igrzyskach (IO 00, IO 04, IO 08), na dwóch zdobywał złote medale. Triumfował w 2000 i 2004, partnerował mu Roman Hagara. Ma w dorobku złote medale mistrzostw świata i Europy. W 2008 był chorążym podczas ceremonii otwarcia igrzysk.